# الیزابت کوهن
الیزابت دی.ای. مگنوس کوهن (انگلیسی: Elizabeth D. A. Cohen; ۲۲ فوریهٔ ۱۸۲۰ – ۲۸ مهٔ ۱۹۲۱) نخستین زنی بود که مجوز طبابت در ایالت لوئیزیاناِ آمریکا را دریافت کرد.

## زندگی اولیه و تحصیلات
کوهن در ۲۲ فوریه ۱۸۲۰ در شماره ۲۰۵ خیابان هادسون، نیویورک سیتی، از فوبی (نام خانوادگی اصلی: مگنوس) و دیوید کوهن از انگلستان زاده شد. او بعدها با آرون کوهن در نیویورک ازدواج کرد و از این ازدواج صاحب پنج فرزند شد.
پس از مرگ نخستین پسرش بر اثر بیماری سرخک، کوهن زندگی خود را وقف پزشکی کرد و اظهار داشت که باید کارهای بیشتری برای نجات پسرش انجام می‌شد.بنابراین تصمیم گرفت «خودش پزشک شود و به مادران کمک کند تا کودکانشان را سالم نگه دارند.» او با کلیشه رایج یهودی آن زمان مبنی بر اینکه پسران باید کسانی باشند که به دنبال دستاوردهای حرف‌های مانند پزشک شدن هستند، به چالش برخاست.

### دانشکده پزشکی
در سال ۱۸۵۳، کوهن در کالج پزشکی زنان پنسیلوانیا در فیلادلفیا ثبتنام کرد. او در سال ۱۸۵۴ برای ورود به دانشکده پزشکی در فیلادلفیا اقدام کرد و در کالج پزشکی زنان پنسیلوانیا پذیرفته شد که در سال ۱۸۶۷ به کالج پزشکی زنان پنسیلوانیا تغییر نام داد. او در سال ۱۸۵۷ با رتبه پنجم در میان ۳۶ نفر از کلاس خود فارغالتحصیل شد. عنوان پایاننامه او «بیرون‌زدگی رحم» بود.

### مذهب
کوهن در طول زندگی خود تظاهرات آشکاری به یهودیت نداشت، اما تعهد او به ایمانش در بیانیه مکتوبی که در سال ۱۹۰۲ به برادرش داد، آشکار شد: «من مطمئن نیستم در جهان پس از مرگ چه خواهم داشت، بنابراین سعی می‌کنم از آنچه اینجا به من داده شده لذت ببرم… من… نهایت تلاشم را می‌کنم تا بر اساس تصور خودم از خوبی خوب باشم - یعنی در ترس از خدا زندگی کنم و ده فرمان او را نگه دارم.» انتخاب او برای آسایشگاه پس از بازنشستگی در سال ۱۸۸۷، تعهدش به یهودیت را تثبیت کرد.

## حرفه و زندگی
در سال ۱۸۵۷، پس از اخذ مدرک پزشکی، کوهن به همسرش در نیواورلئان پیوست. او بلافاصله توجه انجمن پزشکی شهر را جلب کرد و با اشتیاق مورد استقبال قرار گرفت. به مدت سی سال از ۱۸۵۷ تا ۱۸۸۷، او از مردم محله فرانسوی نیواورلئان در دورهای مراقبت کرد که با همه‌گیری‌های دورهای تب زرد و آبله مشخص می‌شد. در طول بیشتر دوران خدمتش، او عمدتاً زنان و کودکان را در یک مطب خصوصی درمان می‌کرد. او این دوران را اینگونه توصیف کرد: «مراقبت از خانواده‌ها در طول نسل‌ها». همچنین در مصاحبهای با تایمز-پیکایون نقل قول شد که گفته است: «وقتی به اینجا آمدم، به من نیاز داشتند.» با وجود این دستاوردها، او هنوز با تبعیض شدیدی مواجه بود و در نتیجه در سال ۱۸۶۷ در دایرکتوری شهر به عنوان قابله فهرست شد. سپس در سال ۱۸۶۹ به عنوان پزشک زن ذکر شد. تا سال ۱۸۷۶ بود که سرانجام عنوان پزشکی، به عنوان خانم الیزابت کوهن، پزشک را دریافت کرد.
او در سال ۱۸۸۷ از طبابت بازنشسته شد. در مصاحبه خود با نیواورلئان تایمز-پیکایون، او به خاطر آورد که هنگام پذیرش به عنوان ساکن بخش «سالخوردگان و ناتوانان» آسایشگاه تورو در سال ۱۸۸۸، مجبور شد از مسئول ثبت بخواهد که «M.D. را بعد از نامش» اضافه کند. در طول اقامتش در آنجا، او در اتاق خیاطی و لباس داوطلبانه کار می‌کرد.
در مصاحبهای در فوریه ۱۹۲۰ به مناسبت صدسالگیاش، کوهن اظهار داشت که هنوز به رویدادهای جاری علاقه‌مند است. او به ویژه به متمم نوزدهم قانون اساسی ایالات متحده آمریکا که قرار بود همان سال اجرا شود و به زنان آمریکایی حق رأی می‌داد، علاقه داشت. او نقل قول شد که گفته است: «خوشحالم که می‌بینم دختران امروز در حال تحصیل هستند،» «در جوانی من مجبور بودی برای آن بجنگی… و من نیز به حق رأی اعتقاد دارم - وقتی زنان بتوانند رأی دهند و از اموال و فرزندان خود محافظت کنند، اوضاع بهتر خواهد شد. حتی اگر صد ساله هم باشم، من طرفدار حق رأی برای زنان هستم.»